# Rivière Grande (Michigan)
Pour les articles homonymes, voir Rivière Grand.
Pour l’article homonyme, voir Huron (homonymie).
La rivière Grande ou Grand[réf. nécessaire] (Grand River en anglais) est le cours d'eau le plus long de l'État du Michigan. Il fut dénommé "La Grande Rivière" par les explorateurs et colons français et Canadiens-français à l'époque de la Nouvelle-France.
La rivière Grande parcourt 420 kilomètres, et traverse les villes de Jackson, Lansing, Grand Rapids et Grand Haven avant d'atteindre le lac Michigan. Sa ligne de partage vidange un secteur de 14 431 km².

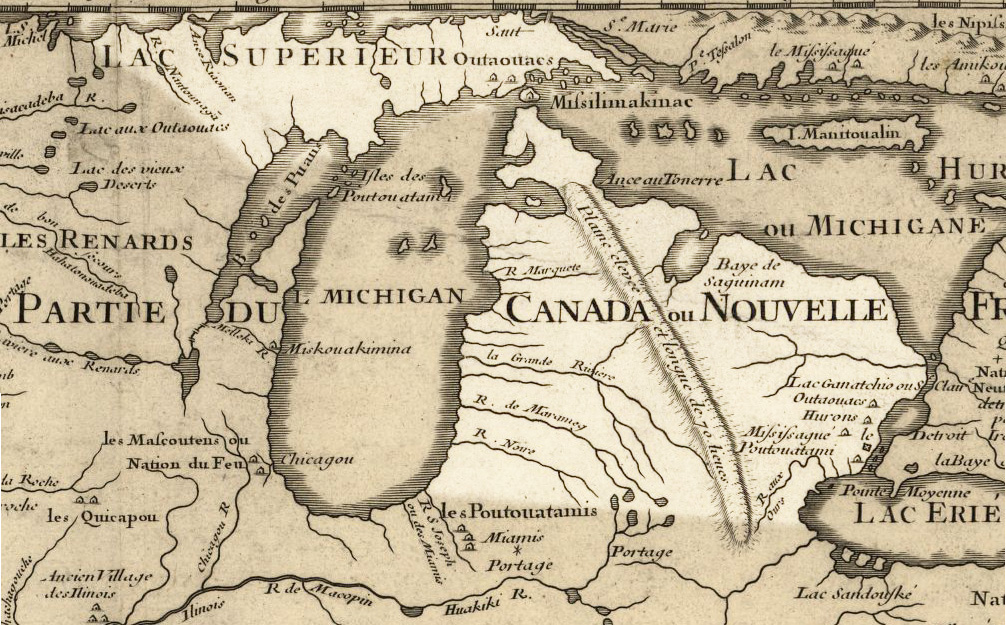
La Grande Rivière sur une carte de 1718 de la Nouvelle-France par Guillaume Delisle.